# Bruinwieren
De bruinwieren (Phaeophyceae) zijn algen (wieren). Het zijn meercellige Chromalveolata die zeer groot kunnen worden. Zo wordt Macrocystis langs de Californische kust tot 60 meter lang. Hun kleur varieert van bleekbruin tot donkerbruin of zijn ze soms zwartig. 
In de 'phaeoplasten' (de gekleurde, fotosynthetisch actieve plastiden) ontbreekt chlorofyl b, en wordt de groene kleur van het chlorofyl a gemaskeerd door het bruine pigment fucoxanthine.
De bruinwieren vormen een zeer diverse groep: hun habitus varieert van kleine, vertakte celdraden, draadthalli, pseudoparenchymatische thalli tot complexe, meerlaagse, enkele meters grote planten met differentiatie van weefsels en organen. De op bladeren lijkende organen worden hier fylloïden genoemd, de op stengels lijkende organen worden cauloïden genoemd. Sommige vertegenwoordigers van de bruinwieren vertonen kenmerkende drijfblazen.
De meeste soorten leven in zee. Slechts weinig soorten verdragen brak water of warmer water. Daardoor komen er maar weinig soorten voor in de Middellandse Zee. Slechts vijf geslachten van de 265 zijn zoetwaterbewoners. 
Een aantal van de beter bekende bruinwieren markeren de verticale zonering in het intergetijdengebied. Kelp, zee-eik (zoals blaaswier, gezaagde zee-eik en kleine zee-eik), riemwier, kombu, wakame, arame en hijiki en zijn enkele bekende bruinwieren.